# Diocèse de Margarita

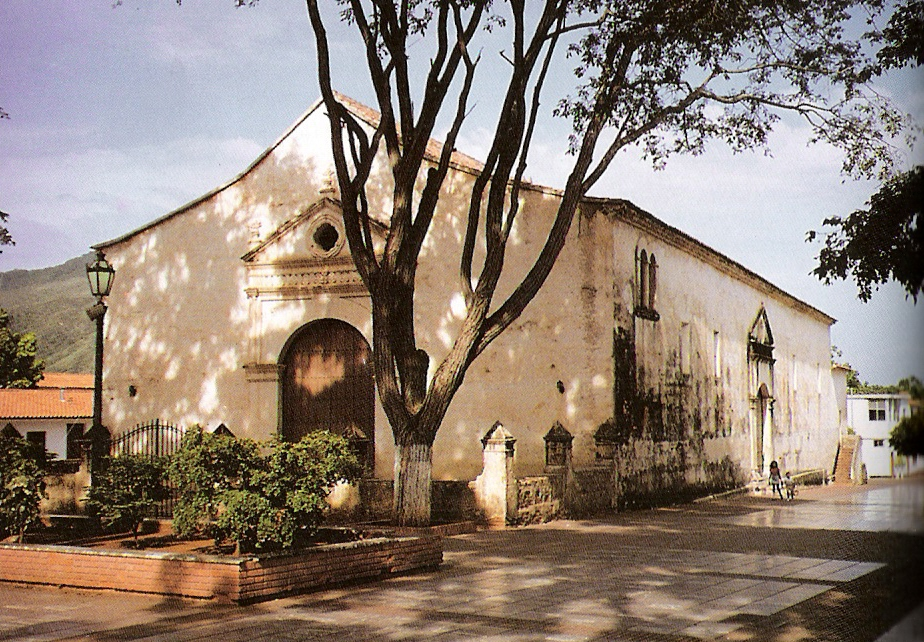
Église Notre-Dame de l'Assomption

Le diocèse de Margarita (en latin : Diœcesis Margaritensis ; en espagnol : Diócesis de Margarita) est un diocèse de l'Église catholique au Venezuela, suffragant de l'archidiocèse de Cumaná.

## Territoire

Carte des diocèses du Venezuela avec le diocèse de Margarita en rouge

Le diocèse est situé dans l'État de Nueva Esparta qui comprend les îles de Margarita, Coche, et Cubagua. Son territoire couvre une superficie de 1050 km2 avec 29 paroisses regroupées en 3 archidiaconés. L'évêché est à La Asunción où se trouve la cathédrale de La Asunción. La municipalité de El Valle del Espíritu Santo est le lieu d'un pèlerinage dédié à Notre-Dame del Valle (es), patronne du diocèse.

## Histoire
Le diocèse est érigé le 18 juillet 1969 par la bulle pontificale Verba Christi du pape Paul VI en prenant sur le territoire du diocèse de Cumaná. Au départ, le nouvel diocèse est suffragant de l'archidiocèse de Ciudad Bolívar ; le 16 mai 1992, il est rattaché à la province ecclésiastique de l'archidiocèse de Cumaná.

## Évêques
- Francisco de Guruceaga Iturriza (1969-1973), nommé évêque de La Guaira
- Tulio Manuel Chirivella Varela (1974-1982), nommé archevêque de Barquisimeto
- César Ramón Ortega Herrera (1983-1998), nommé évêque de Barcelona
- Rafael Ramón Conde Alfonzo (1999-2008), nommé évêque de Maracay
- Jorge Aníbal Quintero Chacón (2008-2014), nommé évêque de Barcelona
- Fernando José Castro Aguayo (2015- )

## Sources
- http://www.catholic-hierarchy.org